# Armando Cortes-Rodrigues
Armando Cesar Cortes-Rodrigues (* 28. Februar 1891 in Vila Franca do Campo, São Miguel, Azoren, Portugal; † 14. Oktober 1971 in Ponta Delgada, Azoren, Portugal) war ein portugiesischer Schriftsteller, Dramatiker und Lyriker, sowie Philologe und Ethnologe. Bekannt wurde er durch seine Brieffreundschaft mit Fernando Pessoa und seine Teilnahme an der Zeitschrift Orpheu.

## Leben
Cortes-Rodrigues wurde als Sohn des Dichters Cesar Rodrigues geboren. Zeitlebens blieb er – bis auf eine Studienunterbrechung – den Azoren verbunden. Nach seinem Abitur studierte er von 1910 bis 1915 in Lissabon an der literarischen Fakultät der Universität Romanische Philologie und machte 1917 seinen Abschluss. Nach seiner Rückkehr auf die Azoren war er als Lehrer und Herausgeber der Inselzeitung „Insular“ tätig.
Während seiner Lissaboner Zeit verkehrte er in literarischen Kreisen der Stadt und lernte Fernando Pessoa kennen, der ein Freund von ihm wurde und mit dem er in Briefkontakt stand.
Literarisch war er vom Symbolismus und Paulismus beeinflusst. Seine Gedichte kreisten oftmals um regionale und religiöse Themen. Auch schrieb er für diverse Zeitschriften, so für A Aguia, Exilio, Presença, Cadernos de Poesia, Portucal, Atlântico.
Seine wohl bedeutendste Veröffentlichung hatte er in den legendären beiden Ausgaben der Zeitschrift Orpheu, wo er unter dem weiblichen Pseudonym Violante de Cisneiros mit zwei Gedichten vertreten war und zusätzlich unter seinem eigenen Namen.
Als Ethnologe und Volkskundler azoreanischer Literaturtradition veröffentlichte er einige Werke, von denen viele heute als Standard-Werke angesehen werden. Sein „Cancioneiro Geral dos Açores“ ist angelehnt an die Cancioneiros des Mittelalters. Das Buch enthält eine der ausführlichsten und umfangreichsten Sammlungen azoreanischer Volkslyrik.
Cortes Theaterstück „Quando o mar galgou a terra“ wurde 1954 unter der Regie von Henrique Campos verfilmt. Das Drehbuch schrieb Cortes-Rodrigues.

## Ehrungen und Auszeichnungen
- In Ponta Delgada ist eine Straße nach Cortes-Rodrigues benannt.
- Premio Antero de Quental, 1953.

## Werk (Auswahl)
- Ode a minerva, 1922, Lyrik.
- Em louvar da humilidade. Poemas da terra e das pobres, 1924, Lyrik.
- Auto do Natal, 1926, Theaterstück.
- Poesia popular açoriana, 1937, ethnographisches Werk über azoreanische Volkslyrik.
- Quando o mar galgou a terra, 1940, Theaterstück.
- Cantares da Noite seguindos dos poemas de Orpheu, 1942, Lyrik.
- Quatro poemas liricos, 1948, Lyrik.
- Cancioneiro Geral dos Açores, 1982 (posthum aus seinem ethnographischen Werk zusammengestellt), 3 Ausgaben, Generelles Liederbuch der Azoren.